# S–3 Viking
Az S–3 Viking repülőgép-hordozóról üzemeltethető tengeralattjáró-vadász repülőgép, melyet az Amerikai Egyesült Államok Haditengerészete megrendelésére az Amerikai Egyesült Államokban fejlesztettek ki az S–2 Tracker repülőgépek leváltására. A Hidegháború végével a repülőgép-hordozókat fenyegető szovjet tengeralattjárók veszélye megszűnt, a gépeket elsősorban a felszíni hajók elleni feladatkörben alkalmazták, 2009-ben vonták ki őket a hadrendből.

## Típusváltozatok

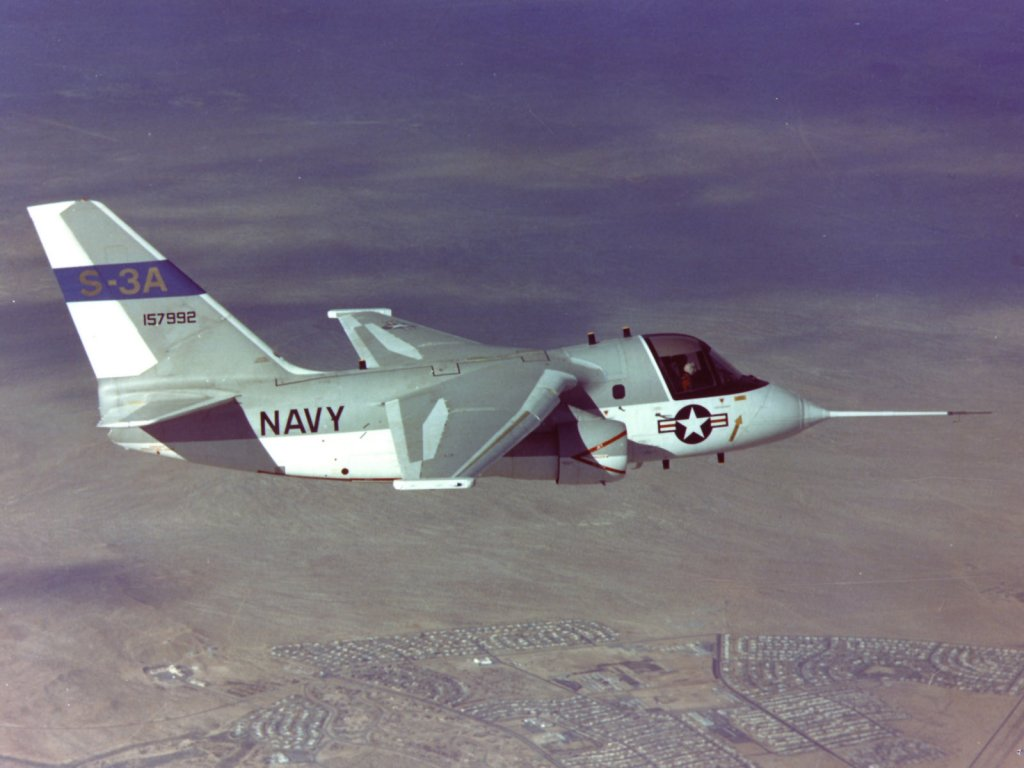
Levegőben a BuNo. 157992 sorozatszámú YS–3A 1972-ben

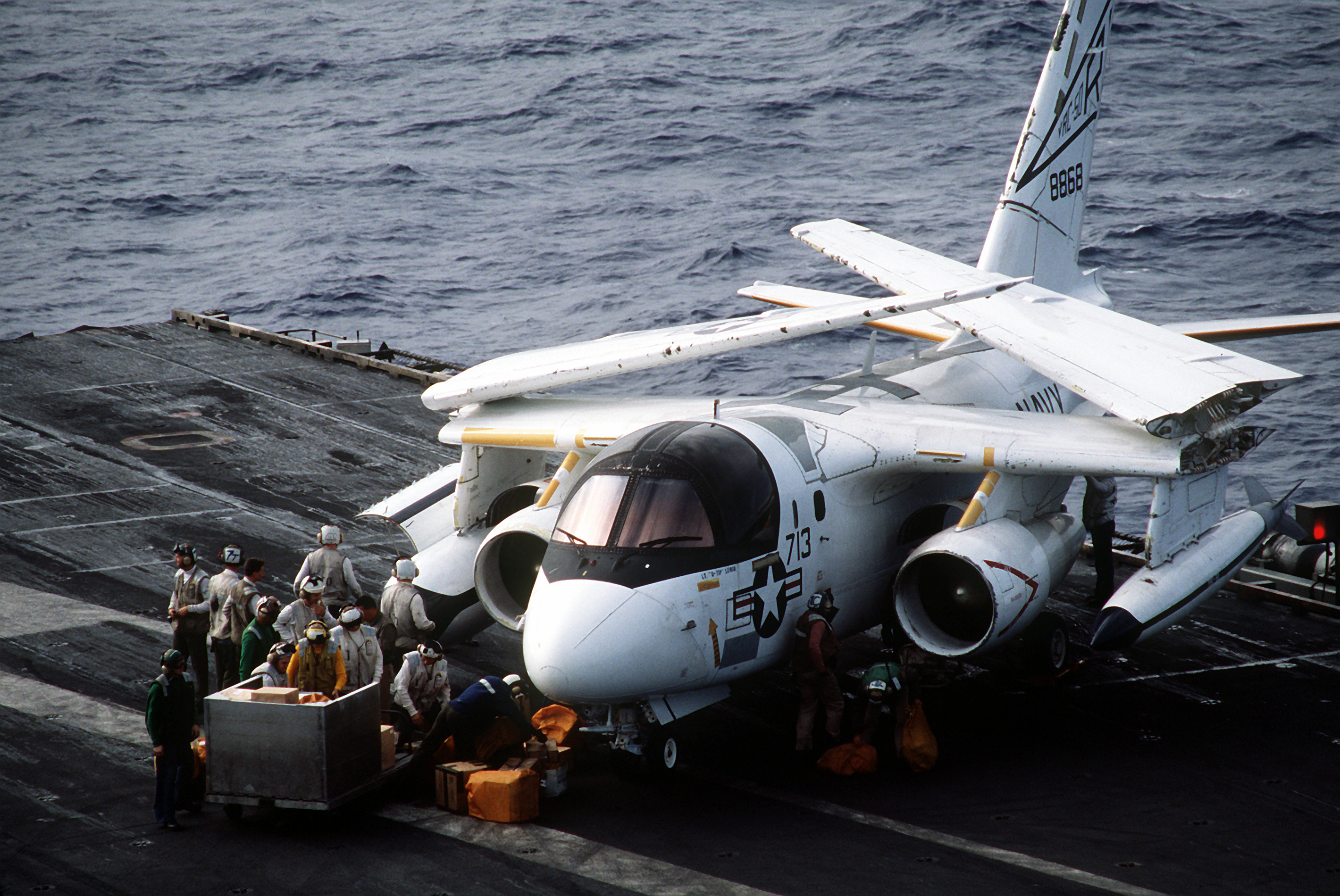
A VRC–50 század BuNo. 158868 sorozatszámú US–3A-ja 1993-ban a USS Abraham Lincoln repülőgép-hordozón. Jól megfigyelhető a jobb oldali felfüggesztési csomóponton a poggyásztartály, amit éppen rakodnak, a bal oldalin pedig a repülőgép póttartálya

YS–3ANyolc darab prototípust rendeltek meg.
BuNo. (157991), 157992, 157993, (157994, 157995, 157996, 157997, 157998)
S–3AElső sorozatban gyártott változat, összesen 187 darab épült.
S–3BModernizált változat. Első repülését 1984. szeptember 13-án hajtotta végre. Összesen 119 darab S–3A-t alakítottak át.
ES–3A ShadowELINT-változat. A kabin mögé a törzsgerincre elektronikai gondolát építettek és számos antennát szereltek a sárkányszerkezet különböző pontjaira.
Összesen 16 darab S–3A-t alakítottak át, hogy az EA–3B Skywarrior-t leváltsák. Többek között a VQ–5 és VQ–6 századok is üzemeltették.
KS–3ATervezett légiutántöltő-változata az S–3A-nak, teljes kerozinkapacitása 16 600 liter volt. Egyetlen YS–3A lett átalakítva, amely később US–3A-ra lett építve.
KS–3BTervezett légiutántöltő-változata az S–3B-nek, azonban egyetlen példányt sem építettek át (ezt a feladatkört a KA–6D, Hornet és Super Hornet változatok látták és látják el).
US–3AHordozó-fedélzeti ellátórepülőgép-változat (COD, Carrier onboard delivery) az S–3A átalakításával, 1977-től. Hat utast, vagy 2120 kg-nyi (4680 lb) rakományt volt képes szállítani. Kivonták a hadrendből 1998-ban.
- Fleet Logistics Support Squadron 50 (VRC–50)

BuNo. 157994, 157995, 157996 (lezuhant NAS Cubi Point-nál 1989. január 20-án), 157997, 157998,
BuNo. 158868.
Aladdin Viking
Beartrap Viking
Calypso Viking
Gray Wolf Viking
Orca Viking
Outlaw Viking
NASA Viking

### Külső hivatkozások
- S-3B Viking – A FAS.org típusismertetője
- The Lockheed S-3 Viking – Az Air Vectors típusismertetője